# 布羅達爾賓 (紐約州村)
布羅達爾賓（英語：Broadalbin）是位於美國紐約州富爾頓縣的村。

## 人口
根據2020年美國人口普查的數據，布羅達爾賓的面積為3.51平方千米，當中陸地面積為3.50平方千米，而水域面積為0.01平方千米。當地共有人口1384人，而人口密度為每平方千米394人。